# Rhadina
Rhadina – rodzaj ptaków z rodziny świstunek (Phylloscopidae).

## Występowanie
Rodzaj obejmuje gatunki występujące w Eurazji, zimujące w Afryce.

## Morfologia
Długość ciała 11,5–12 cm, masa ciała 5,5–15 g.

## Systematyka

### Etymologia
Rhadina: gr. ῥαδινος rhadinos „delikatny, smukły”.

### Podział systematyczny
Do rodzaju należą następujące gatunki:
- Rhadina orientalis (C.L. Brehm, 1855) – świstunka złotorzytna
- Rhadina bonelli (Vieillot, 1819) – świstunka górska
- Rhadina sibilatrix (Bechstein, 1793) – świstunka leśna